# Ганчжоуское уйгурское идикутство
Кянсуйское (Ганьчжоуское) государство, Ганчжоуское уйгурское идикутство (княжество) — уйгурское государство, существовавшее в 870—1035 годах. Создано предками жёлтых уйгур.

## История
После разгрома Уйгурского каганата в 840 году енисейскими кыргызами уйгуры бежали на юг, юго-запад и запад. Переместившиеся на юго-запад уйгуры создали Уйгурское Кянсуйское (Ганьчжоуское) государство на территории современной китайской провинции Ганьсу.
В Кянсуйское государство входили районы вокруг городов современной провинции Ганьсу: Дуньхуан, Чжанъе, Увэй, Аньси, Цзюцюань, Ланьчжоу, а также район Ирсин в современной Нинся.
Уйгуров на этой территории возглавила одна из нескольких противоборствующих уйгурских группировок — династия Яглакаров.

## Правители из рода Яглакар
| Уйгурское имя    | Китайское имя | Титул             | Годы правления     |
| ---------------- | ------------- | ----------------- | ------------------ |
| Ормузд(?)        | Жэнь-мэй      | Ин-и              | ?—924              |
| Адрук            | Жэнь-юй       | Шунь-хуа          | 924-940            |
| Цзинцюн (-каган) | Фэн-хуа       |                   | ?—976              |
| Яглакар          | Бильге        |                   | 76(?)- 1004(?)     |
| Яглакар          |               |                   | 1004(?) — 1016(?)  |
| Яглакар          | Гуй-хуа       | Чжун-шунь бао-дэ  | 1016(?)- — 1023(?) |
| Яглакар          | Тун-шунь      | Хуай-нин шунь-хуа | 1023(?) — 1025(?)  |
| Яглакар          | Бао-го        | Гуй-хуа бао-шунь  | 1025(?) — 1028(?)  |

В первое время уйгуры оказались в зависимости от Тибета. Тибетские феодалы намеревались использовать уйгуров в качестве военной силы. В 862 году власть Тибета над Ганьсу ослабла настолько, что в Китай прибывает посольство от умо, местного полиэтничного населения, которых до этого китайцы считали рабами тибетцев. Уйгуры вели борьбу с умо, что зафиксировано в китайском сообщении под 875 годом. При этом частью умо являлись уйгуры, ранее попавшие под власть Тибета. Под 902 годом китайские хронисты фиксируют начало самостоятельной внешнеполитической активности Уйгурского ганьчжоуского княжества. В 1028 году Ганчжоуское уйгурское княжество было уничтожено тангутами.